# ジョニー・ソマリ
ラムジー・カリド・イスマエル（英語: Ramsey Khalid Ismael、1999年9月26日 - ）は、「ジョニー・ソマリ（英語: Johnny Somali）」と名乗って海外を旅行し、滞在先での挑発的な言動で知られているアメリカ合衆国の動画配信者である。

## 生い立ち
イスマエルはアリゾナ州フェニックスで生まれた。父親はソマリア人（ハベシャ）で、母親がエチオピア人（オロモ）と伝えられている。
「ソマリアの少年兵で海賊だった。 5歳のときに家族とともに米国に移住した」と本人は主張しているが、真偽不明である。アリゾナ州スコッツデールで育ち、2021年5月にアリゾナ州立大学を卒業し、金融学の学士号を取得した。また、「MMAのアマチュア選手」だと本人は主張しているが、これも真偽不明である。
動画配信者になる以前のイスマエルを知る者たちによると、高校時代は学校で唯一の黒人生徒であったこと、ゲイのような振る舞いをしていたこと、小柄であったことで同級生からよく嫌がらせや苛めを受けており、孤独を味わったという。それでも、卒業式のダンスパーティーのパートナーは何とか見つけられたようで、孤独さを感じられない様子であった。
高校を卒業すると、イスマエルは学生起業で不動産事業に挑戦したが、数回の訴訟に巻き込まれて失敗を味わった。次いで、電子タバコ事業に目を付けた。最初はそれなりに儲かったが、顧客が注文した物品を送らないことが噂となり、こちらも失敗してしまった（なお、その会社は日本滞在時は存続していた）。
イスマエルの両親は、息子のこのような歩みについて悔しさや不快感を吐露した。父親は息子に失望し、母親は「息子が交通事故で頭の怪我をした後から、性格が急変した」と語った。さらに、「息子のために毎日祈っているが、息子を諭そうとすると、（息子は）数週間の間連絡を切って姿を見せなくなってしまうので諭す事を諦めた」という。

## 活動歴
2023年1月、イスマエルはタイで配信活動を開始した。
当初は他の配信者と同様の単純なライブ配信だったとされ、配信者としての低い評価に悩まされたという。そして、迷惑行為を行う配信スタイルを習得して、日本へ向かった同年5月からこのスタイルでの配信活動を開始した。
様々な国を旅行する観光客という設定で、YouTubeやKickなどの動画配信プラットフォームで日本、タイ、インドネシア、イスラエル、コロンビアなどから配信を行った。同年9月にTwitchから追放された後は活動拠点がKickに移るかと思われたが、Kickから一時的な利用停止処分を受けた。
2024年5月にKickから追放され、Twitchに追放を解除するように要請したが却下され、同年10月29日にYouTubeチャンネルが削除されたことが分かった。現在はRumbleとTikTokで配信を行っている。

### 論争

#### 日本での事件
イスマエルは日本に滞在中の配信で日本への原子爆弾投下に言及、再び核兵器を投下すると脅し、迷惑行為を繰り返した。
- 2023年5月18日、都営地下鉄大江戸線の飯田橋 - 春日間を走行中の車内で、「なぜ（原爆で）日本人が死んだか分かるか？真珠湾のせいだよ」「また原爆を落としてやるぞ」と英語で乗客を罵倒する動画を配信した[19]。イスマエルを制止した乗客が韓国系アメリカ人だと明かすと朝鮮戦争を持ち出して来て、「お前は韓国（の出身）か? 北朝鮮（の出身）か？」と言ってみたが、乗客は相手にしなかった。
- 同年6月7日、イスマエルは京成本線の車内で大音量で音楽を流す、八千代台駅のホームで登校中の女子高生の後ろから成人向けアニメの音声を流しながら歩くなどの悪質な行為をし、その様子をライブ配信した。イスマエルは駅員に拘束され、警察に引き渡されたものの、すぐに解放された。また再来日後の配信では、中央快速線の車内でわいせつなダンス（ラップダンス（英語版））を踊っている様子が収められているが、後に韓国でもこのダンスを数回踊って反感を買う事になった。

- 同年6月13日、イスマエルは東京ディズニーランド[注釈 7]に行き無断でライブ配信を行った。配信で「原子爆弾」というフレーズを含む歌詞の曲[注釈 8]を流して、他の来園者の反応を見るなどをしたが、最終的に強制退園させられた。なお、東京ディズニーシーを含めた東京ディズニーリゾートは、2022年に利用約款で商業目的や他の来園者の迷惑になる撮影行為、配信を禁止している[20] [21]。

- 同月15日、イスマエルは一旦日本を出国してインドネシア・バリ島に退避し、26日に謝罪を撤回して一連の動画を削除[注釈 9]した。そして、再び日本に対する挑発を始めた。6月上旬に地下鉄で「私は安倍晋三」「クソ日本人をここから追い出せ」などとまくし立てる動画を配信していたが、同月20日にはバリ島のクラブからの配信で、スマホで検索した安倍元首相の画像ににやつき、左手を銃のかたちにして撃つ仕草を見せた[19]。また数日後の配信では、安倍元首相の画像に吸っていたマリファナの煙を吹きつけてにやつく様子を見せた。

- 7月15日、タイ・バンコクに移動したイスマエルはこの日の配信で、日本人を妻にもつアメリカ人男性がイスマエルに対峙し、行動を非難する様子が配信された。イスマエルは男性に対して「自分は荒らしだ（“I’m a troll.”）」と述べた[22]。アメリカ人男性の行動は多くのインターネットユーザーから称賛された。イスマエルは当時「酔っ払っていた」と主張し、男性に謝罪した[23]。

8月17日にイスマエルは日本へ再入国し、翌日から迷惑行為を再開した。当初は再び東京（渋谷や秋葉原など）で迷惑行為を行っていたが、警察の監視の強化や襲撃をかわすため、富士山などを訪れた後に行動拠点を大阪に移した。行動を開始すると、信号無視で車道に飛び出し車の通行妨害をする、難波八阪神社で不敬な拝礼をする、ドクロのマスクをかぶって店に侵入し高齢女性を脅すなどの行為を行った。殊に、コンビニ・ファミリーマートの店内で無許可でライブ配信した際には、イスマエルに注意した店員に卑猥な言葉を吐き捨てて千円札を投げつけるなどの行為を行って、かなりの課金を得たという。
- 8月30日、マスクを被ったイスマエルと友人でカメラマンのジェレマイア・ドウェイン・ブランチ（通称: Jino〈ジノ〉）は大阪市中央区日本橋のホテル建設現場に無断で入り、そこで作業員から退去を命じられた際に、作業員に向かって「フクシマ」と連呼した。その後、イスマエルは9月21日にライブ配信中に大阪府警南警察署に建造物侵入の容疑でブランチとともに逮捕された[24][25][26][19]。その様子はそのまま配信されることとなった。逮捕令状の執行時にイスマエルが警察官に放った言葉は、「バイデンに電話してくれ」だった。そして、9月23日に大阪地方検察庁へ送検された。検察庁で取り調べを行うために移送される際、待ち構えたメディア陣に笑顔で手を振った事で「反省の色がない」と反感を買う事になった。また、9月22日の内閣官房の午後の定例記者会見で、イスマエルの逮捕を受けての記者からの質問に対し、当時の内閣官房長官であった松野博一は、「ユーチューバー等の発信する方々に対しては、もちろん大前提として自由を確保していかなければなりませんが、そのなかにおいて他人のプライバシーの侵害であったり、迷惑行為というのは当然のことながら控えていただかなければなりません」と釘を刺し、「警察もこうした方針で（今後）対応する」と強調した。
- 9月10日、日本のTwitch配信者のMeowko（萌子）に遭遇した際、ライブ配信中の彼女に近づいてアカウント停止に繋がりかねない嫌がらせ[注釈 11]を行った。被害を受けたMeowkoはTwitchのスタッフに連絡し、追放を免れた[12][27]。
- 9月12日、営業中の牛丼チェーン店・すき家の店内で大音量で音楽を流す迷惑行為を行い、10月12日に大阪府警南署はイスマエルを威力業務妨害の容疑で再逮捕した[28][29][30]。

動画を閲覧した日本のネットユーザーはイスマエルを非難しており、撮影時に気付かれて襲撃されたり、人種差別的な言葉を浴びせられることもあった。
- 6月初旬、上野のアメヤ横丁にて広島と長崎に関する人種差別的発言に怒った人物に平手打ちをされた[31]。なお、アメヤ横丁では別の動画でも襲撃されている。
- 同月10日、大久保公園にて汚い言葉を吐いたりふざけていたところ、背後から首を絞められ、このとき人種差別的な言葉を浴びせられた[32]。また浅草での別の動画では、バイクに乗った男性に轢かれそうになった。その後バイクから降りたこの男性は、イスマエルに対し中指を立てて威嚇した。
- 同月16日、プロゲーマーのたぬかなが自身のライブ配信にて「黒人なのに身長が低い」「子供の頃『リトルボーイ』と言われたから、『また原爆を落としてやるぞ』と言ったんだろう」などとイスマエルを卑下する発言をする[33]。翌日、バリ島に滞在中のイスマエルはTwitterのツイートに添付されたこの配信の切り抜き動画を見て、「俺が（原爆を）落としたんじゃない」「メートルじゃなくフィートだ」などと逆上した。

11月2日、検察はイスマエルを威力業務妨害の疑いで起訴した。なお、ホテル建設現場への不法侵入の疑いはブランチともども起訴猶予（不起訴）となった。
12月19日、2度目の逮捕以来勾留されていたイスマエルは大阪地方裁判所に出廷し、第一回公判が開かれた。イスマエルは「動画は自身のドキュメンタリーを撮るためであり、動画から収益を得ていない」と主張して起訴状の一部を否認したが、後に「法廷で裁判官と検察に嘘をついた」とこの時のことを認めた。また、イスマエルは「音楽が流れたのは通信機器大手メーカーのファーウェイが自分の携帯電話に『中国のウイルスを入れた』ためだ」と主張したが、検察は冒頭陳述で「（被告人は）配信の中止や音楽の音量を調整したりすることができた」とした上で「犯行は、自己承認欲求を満たすためで酌量の余地はない」と指摘した。被告人質問でイスマエルは、自身の行為について「恥ずかしい。迷惑をかけた全ての人におわびする」と謝罪した。
だが、検察は論告で「視聴者を喜ばせたいとの理由で勝手な行動をした」と非難して罰金20万円を求刑。これに対し、イスマエルの弁護人は「（被告人は）反省している上、身柄拘束が長期に及んでいることを考慮するように」と求めた。最終意見陳述でイスマエルは、「今後は動画配信をしない。母国に帰って勉強を続け、（家族の）模範でありたい」と述べて、公判は即日で結審した。
2024年1月10日、判決公判が開かれ、裁判所はイスマエルに対し求刑通り罰金20万円の有罪判決を下した。判決文で、「被告人は携帯電話の音量を下げるだけでよかった」と裁判官はイスマエルの主張を退けた。有罪判決を受けたイスマエルは、罰金を科されたものの罰金額に相当する日数以上となる90日間勾留されていたので罰金の納付は一切無しで放免となり、強制退去ではなく自主的に出国とさせ、一旦タイに向かった後にアメリカへ帰国した。併せて今後5年間日本への入国禁止処分も科された。
同年3月、イスマエルはライブ配信をやめて代わりに「Zoom荒らし」を選び、主に日本人が参加するZoom通話をターゲットにした。だが、法廷での発言を破ってライブ配信の旅を再開することにした。

#### イスラエルでの事件
2024年3月25日、イスマエルはイスラエルのテルアビブに向かい、現地のアラブ人やユダヤ人と激しい口論となった。彼は彼らと対立して殴打された。この配信の結果、イスマエルは「暴力行為を扇動し助長した」としてKickから1週間の停止処分を受けた。
同年4月5日、イスマエルはエルサレムの嘆きの壁を訪れ、そこでライブ配信を開始した。彼はハーヴェイ・ワインスタイン、アデン・ロス、ジェフリー・エプスタインの画像を壁に貼り付け、ワインスタインを「『トップユダヤ人』」の1人」だと宣言し、ロスに対して侮辱的な言及をする自身の姿を撮影した。イスマエルはすぐに逮捕された。
同年4月7日、イスマエルはテルアビブでのデモ現場で女性警察官への性的嫌がらせの疑いで拘束され、16分後に釈放された後、イスマエルは同日再びライブ配信を行い、「飲食店での銃乱射事件を目撃した」と主張した。また、彼は自身がアメリカ人であることを理由に自身の行動を弁解した。2024年5月19日、イスマエルはイスラエルで「密告」の疑いで告発された後に襲撃された。1人の男性が武器と思われる物を持っているのが目撃されたが、イスマエルはそれで襲撃されたわけではない。
イスマエルは先述のロス、ワインスタイン、エプスタインの画像を嘆きの壁に貼り付けたことで2度目の勾留を受け、エルサレムに入ることを50日間禁止された。
なお、当初はイスラエルを発った後に中国へ行こうと計画しており、北京、重慶、深圳で活動する事を予告していた。しかし、イスラエルがガザとの紛争によって空港が閉鎖された事でオーバースティとなり、後述の一件で緊急パスポートを交付されてアメリカに強制送還されたために断念となった。

#### 韓国での事件
2024年3月10日、イスマエルは自身のXの投稿（削除済み）で「韓国のソウルを訪問する」と発言し、13日には「BTSのメンバーに平手打ちをする」と脅していた。 だが、グループは現在メンバー全員が兵役に入っており、全員が除隊する2025年まで活動休止中のために単なる冗談と片付けられた。
イスマエルが実際に韓国に入国したのは、イスラエル、コロンビア滞在後となる同年9月26日で、この日はイスマエル自身の誕生日でもあった。その翌日から、ソウル市内で日本滞在時と同様の迷惑行為と侮辱・挑発行為をするライブ配信を開始した。
- 9月27日、 ソウル竜山区（ヨンサング）の梨泰院洞（イテウォンドン）に程近いソウル地下鉄6号線の緑莎坪（ノッサピョン） 駅付近にある「平和の少女像」（いわゆる「慰安婦像」）にキスした事で、韓国国内のネットユーザーに大きな衝撃を与えた。

- 9月30日、ロッテワールドで迷惑行為をした際、スタッフから注意を受けると注意欠如多動症（ADHD）を装って奇声を上げた事で最終的に強制退園させられた。

- 10月9日、梨泰院洞の少女像を再び訪れ、今度は像の前でわいせつなダンスを踊った[13]。
- 同月10日、ソウル麻浦区（マポグ）のコンビニエンスストア・セブン-イレブンのイートインで店内ルールを無視し、毛沢東を讃える曲を大音量で流し、ソジュ（焼酎）を飲酒して泥酔した。店員から注意を受けると、食べていたカップ麺をテーブルにぶちまけ、溢した麺を拾ってドアの外に投げつけた[54][55]。店内でダンスを踊って利用客の通行を妨害し、注意した店員に性差別的な罵倒もしている[56][57]。ソウル麻浦警察署は、同月17日に店側が提出した告発状を受理し、イスマエルを営業妨害の容疑で捜査し[58]、後述の通り在宅起訴される事となる。
- 同月12日、 買った魚をソジュで腐らせて、その魚を通行人に押し付けようとする行為を行い、配信を監視していた警官により現行犯逮捕されるも、ソウル麻浦警察署で注意を受けて釈放される。
- 同月15日、入国禁止中にも関わらず日本への入国を求めて日本大使館へ行くも、警戒中の警察官に阻まれて断念する。そして、大使館前にある少女像で迷惑行為をしようとするが、設置場所の関係でフェンスが像の周りに張られているために断念し、ソウル中区（チュング）のカトリック教会・フランシスコ教育会館にある少女像にキスし、半裸になると身体にベビーオイルを掛けてわいせつなダンスを踊った。
- 同月19日、地下鉄の車内でわいせつな音声や「爆弾を持っている」とテロの実行を匂わせるメッセージ、駅のホームで北朝鮮の国歌を大音量で流し、バスの車内では北朝鮮の音楽（英語版）や金正恩総書記の演説を大音量で流して降ろされるなどした[59][60][61]。捜査当局は、「重大なテロ行為」としてイスマエルを国家保安法及び鉄道安全法違反での立件・訴追を進めている。
- 同月25日、騒ぎを起こしたコンビニの近くにあるピザ屋で、女性配信者に正体不明の液体（ソジュの可能性がある）をかけ、手から女性のスマートフォンを叩き落として近くの路上に投げ捨てるなどの暴行を加えた[62]。
- 同月26日、「身の安全のため」として拘束されたイスマエルは、警察車両の後部座席で飲酒しながら「アメリカ人はここではずっと自由だ。この黒人たち（同伴者たち）が私たちを守ってくれている。私たちはパトカーの後部座席にいる。捕まえに来い！捕まえに来い！」と挑発した[63][64]。
- 同月28日、YouTubeのサブチャンネルに世界平和統一家庭連合（いわゆる「統一教会」）の施設である天福宮教会（旧・世界本部教会）の前で安倍元首相の写真を手にして撮影した自撮り写真を公開し、「Shinzo Abe! I Defeated The Koreans For You（安倍晋三、俺は君のために韓国人を打ち負かした）」などと投稿した[65]。
- 同月31日未明の生配信で、韓国での行動についての謝罪を断るとし、「銅像と踊ったからと殺すのか」などと挑発。ノートパソコンの画面に旭日旗や昭和天皇を表示し「東海（トンヘ）でなく日本海、独島（ドクト）でなく竹島だ」と発言した[66]。さらにスマートフォンの画面に尹錫悦大統領(当時)を表示するとその画面を舐め回したため、韓国国内のネットユーザーの怒りが頂点に達する事になった[67]。
- 11月1日、前述の生配信中でノートパソコンの画面に表示したイスマエルとキスする女性YouTuberの画像が「無断でディープフェイク画像を作られた」として、配信に使われた女性YouTuberが忠北清州請願警察署に被害届を提出した[68]。その後女性YouTuberは被害届を取り下げたが、捜査当局が9月に改正した性暴力犯罪の処罰などに関する特例法（通称：ディープフェイク性犯罪防止法）に違反するとして立件・訴追を進めている。立件した場合、改正した法律の初適用となると見られている。

イスマエルの行為は徐々にエスカレートしていき、一連の動画を閲覧した韓国国内のネットユーザーの怒りは高まっていった。格闘技YouTuberが200万ウォン（約22万円）の懸賞金をかけて位置情報を求めたため、イスマエルはその容姿から「ゴールデンゴブリン」と呼ばれて、韓国のネットユーザーの追跡・襲撃対象となった。
- 10月24日の生配信中、通行人の男性に顔を殴られ、スマートフォンを投げ捨てられた[54]。
- 同月27日の生配信中、24日とは別の男性に飛び蹴りをされた[65][69]。
- 同月31日朝の生配信中、イスマエルが滞在している宿泊施設の場所がソウル松坡区（ソンパグ） 内である事を掴んだ韓国海軍の特殊戦団特殊任務大隊に所属していたという[70]20代の男性YouTuberに突然殴り倒され、警戒中のソウル松坡警察署は暴行を加えたこの男性を現行犯逮捕した[71]。数時間後に男性は釈放されたが、11月28日にソウル東部地方検察庁に送検されたことが分かった[72]。

- 11月8日未明、イスマエルは京畿道九里市にてYouTuberから追跡され、「配信で滞在位置を公開された」と警察へ112番通報（日本の110番通報に相当する）を行った[73]。

なお、韓国の警察には10月30日に暴行及び薬物使用の疑いでイスマエルに対する告発状が提出された。同月31日、ソウル麻浦警察署がイスマエルを業務妨害の疑いで立件し、捜査中であると発表。身柄を拘束せずに逮捕された（韓国では、捜査当局が容疑者の身柄を拘束するには拘束状が必要とされている）。併せて、外国人であるイスマエルに対して出国禁止措置を下している。
11月6日、イスマエルは襲撃を行った男性YouTuberらに連れられてソウル道峰区（トボング）の倉洞（チャンドン）にある歴史文化公園に設置された少女像を訪れた。金髪に染めていた髪を剃ったイスマエルは、彼らの立会いの元で「韓国人に謝罪したい。 少女像の重要性について知らなかった」と英語および韓国語で語った。しかし、イスマエルの行為は「慰安婦は日本軍からお金をもらった」などの発言から明らかに歴史問題を知って行った挑発であること、Instagramにアップロードした迷惑動画の削除が無いこと、日本でも最初の謝罪後に前言撤回する動画を出して謝罪動画を削除したなどの謝罪後の行動から、イスマエルの言葉は信用されなかった。
同月11日、ソウル西部地方検察庁はイスマエルを業務妨害罪で在宅起訴した。その後、イスマエルは挑発行為を再開した。
- 同月12日、アメリカ大使館前で「パスポートの再交付を受けた」とTikTokにアップロード[77]、23日にはInstagramで更にひけらかした[77]。イスマエルが手にしたこのパスポートは「緊急パスポート」と呼ばれる通常では交付されないものであった。アメリカの外交当局がイスマエルにこれを交付するのは2度目だと見られている。最初はイスラエル滞在時で、現地でホテルの宿泊費の支払いができずにイスラエル当局よりパスポートを取り上げられたため、エルサレムのアメリカ大使館でこのパスポートの交付を受けてアメリカに帰国したと言う。ただ、イスマエルが現在出国禁止措置中であるために、これを使用して出国（アメリカへ帰国）出来るのかは不明である。
- 同月22日、Tiktokライブで「Tiktokが(俺の)アカウントを凍結したなら、また少女像に行く」と宣言した事が裏目となって、TikTokはイスマエルのアカウントを凍結。 以降、残ったサブアカウントに動画のアップロードを続けている。
- 同月23日、イスマエルは「俺は今、DMZ（軍事境界線）にいる。これから『真の朝鮮』へ行く」「第2のデニス・ロッドマンになる」として北朝鮮への越境を示唆する動画をTikTokのサブアカウントにアップロードしたが、視聴者にフェイクであると見破られた。動画に写っている景色が実際のDMZのものではなく、続けてアップロードした動画にはベンチとテーブル[注釈 12]、さらに通行人が写っていたため、孝昌（ヒョチャン）公園（朝鮮語版）か南漢山城で収録したものだと見られている。Instagramでは自らを「アジアのO・J・シンプソンだ」と投稿している[78]。

- 同月25日、オリンピック公園で「俺は青少年に影響を与えている」と言いつつ子供達と戯れる様子をInstagramにアップロードするが、これによりイスマエルが北朝鮮へ越境していない事を自ら明かす結果となった。

- 同月27日、「朝鮮半島全域を中国に返還させよ。中国共産党万歳」「中国が(俺を)政治亡命させてくれる」とアピールする動画、12月1日には「DMZを超えて北朝鮮への越境に成功した」と主張して、「少女像に触ったぐらいで抹殺しようとする韓国より、ファシストを公言している正直な北朝鮮の方がマシだ」と発言した動画をアップロードした。しかし、12月3日に発生した戒厳令の宣布により、北朝鮮および中国を称賛する一連の動画が「北朝鮮の共産主義勢力の脅威から自由大韓民国を守り、我が国民の自由と幸福を奪い取る恥知らずな親北朝鮮の反国家勢力を一挙に排除する」とする尹錫悦大統領のテレビ演説や布告令（第1号）の事項の2[注釈 13]に該当する可能性があるために、イスマエルはこれらを全て削除した。

一連の挑発行為に対し、同月21日、海外在住の韓国人ネットワーク「bada」に在米の韓国系ギャングと名乗る韓国系アメリカ人の男性が、「(アメリカに帰国した場合、)お前とその仲間、家族の命も狙う」という脅迫動画をアップロードした。
2025年2月、イスマエルは裁判が近づく中でストリーミングに復帰したことを明らかにした。 その際、新しいビデオクリップで日本を脅迫し、2024年10月31日未明の生配信で語った「アイス・ポセイドン」の名で知られるポール・マイケル・ジョセフ・デニーノが首魁とされる犯罪的迷惑ライブストリーマーギャング・「CX」の一員であると改めて主張した。その最後で、彼は旭日旗をプリントした紙を引き裂いた。  また、「ハンク・ユー」の通称で知られるアメリカ育ちのネオナチ活動家の劉憲宗（ユ・ホンジョン）が、イスマエルの世話をしている事も明らかになった。
イスマエルの初公判は12月20日にソウル西部地方裁判所で予定されていたが、裁判所の判断により2025年3月7日に延期された。

#### 韓国での裁判
イスマエルは、韓国で4つの告発に直面している。
- 2024年11月に「営業妨害」の2件[85]
- 軽犯罪法違反の2件[86]

2024年11月11日、イスマエルは10月10日にソウルのコンビニエンスストアで発生した事件に関連して「営業妨害」の罪でソウル西部地方検察庁に起訴された。この事件に伴う渡航禁止令により、彼は韓国から出国できない。12月には、前述の通り初公判が2025年3月7日まで延期された。そして初公判の当日、イスマエルは腹痛（実際にはかなり飲酒しながら早朝までライブ配信していたため、その影響よる二日酔い）を理由に1時間遅れてソウル西部地方裁判所に到着し、スマホを手に持ちトランプ支持者の象徴であるMAGAキャップを着用して入廷しようとしたが、法廷の規則によってそれらを認められなかった。公判中、彼の事件では麻浦区内のセブン-イレブンでイートインのテーブルにラーメンのスープを溢した事が営業妨害として起訴された。また、麻浦区内で腐った魚を入れた袋で歩行者に近づき、不快感を与えたり、バスや地下鉄で大音量の音楽を流して踊ったことで、軽犯罪法に基づく2件の違反も認められた。イスマエルは3つの罪（1件の営業妨害および2件の軽犯罪法違反）を認めた。次回の公判は4月9日に予定されていたが、後述の事由により延期となった。成信女子大学の徐坰徳（ソ・ギョンドク）教授は、「イスマエルの行動や発言が、他の人に同様の行動を取らせないように厳しい処罰を下すべきだ」と語っている。韓国の法律専門家によれば、「有罪判決を受けた場合、イスマエルは韓国の刑務所への収監が予想され、出所後にオーバーステイで強制送還され、韓国への再入国が禁止される可能性が高い」と見ている。
4月8日、翌日の第二回公判を前にイスマエルの国選弁護人は公判延期の申し立てを行い、ソウル西部地裁はこれを認め、次回の公判日を5月16日に変更した。これは、ディープフェイク性犯罪防止法違反の容疑2件がソウル東部地方検察庁から追起訴されて、ソウル西部地裁で併合審理される事となったために被告弁護側がその対応が間に合わない事が主な事由と見られている。更に、ロッテワールドでの事件については営業妨害並びに児童福祉法違反の容疑で追起訴されている。